# NGC 6274-1
NGC 6274-1 is een spiraalvormig sterrenstelsel in het sterrenbeeld Hercules. Het hemelobject werd op 28 juni 1864 ontdekt door de Duitse astronoom Albert Marth.

## Synoniemen
- UGC 10643
- MCG 5-40-19
- ZWG 169.24
- KUG 1657+300A
- KCPG 503A
- PGC 59381